# کوه هینوده
کوه هینُودِه (به ژاپنی: 日の出山) یکی از کوه‌های منطقه تامای توکیو در ژاپن است. این کوه در منطقه تامای غربی و بخش اومه قرار دارد و یکی از کوه‌های اوکوتاما محسوب می‌شود. ارتفاع این کوه ۹۰۲ متر است.

## دسترسی به کوه
مبدأ این مسیر در صورت استفاده از قطار، ایستگاه هیناتاوادا یکی از ایستگاه‌های خط اومه است. پس از خارج شدن از ایستگاه باید به  طرف راست و به سمت رود تاما حرکت کرد پس از گذشتن از پل جیندائی در طرف چپ خیابان پارک اومه (پارک آلو) قرار دارد. از ایستگاه تا این پارک ۱۵ دقیقه پیاده راه است. پارک اومه بزرگترین پارک در تمام ژاپن از نظر داشتن شکوفه‌های آلو محسوب می شود. در این پارک ۱۲۰ نوع مختلف درخت آلو کاشته شده‌است. تقریباً نیمهٔ اسفند مناسب‌ترین زمان برای پیمودن این مسیر است و مناظر شکوفه‌های آلو از زیبایی خاصی برخوردار هستند. راه ورودی به قله در کنار ورزشگاه گلف و نزدیک به در شمالی این پارک و در خیابان اومه کوئن «Umenokoen-dori» قرار دارد. از این راه ورودی  برای رسیدن به کوه میتاکه نیز استفاده می‌شود. بسیاری از کوهنوردان این دو کوه را همزمان در یک روز طی می‌کنند. از این راه ورودی تا قله در حدود سه ساعت راه است. در راه برگشت اگر از قلهٔ کوه میتاکه باشد، می‌توان از معبد موساشی‌میتاکه نیز دیدن کرد و با استفاده از قطارهای کابلی و سپس اتوبوس به ایستگاه میتاکه رسید.

## نگارخانه

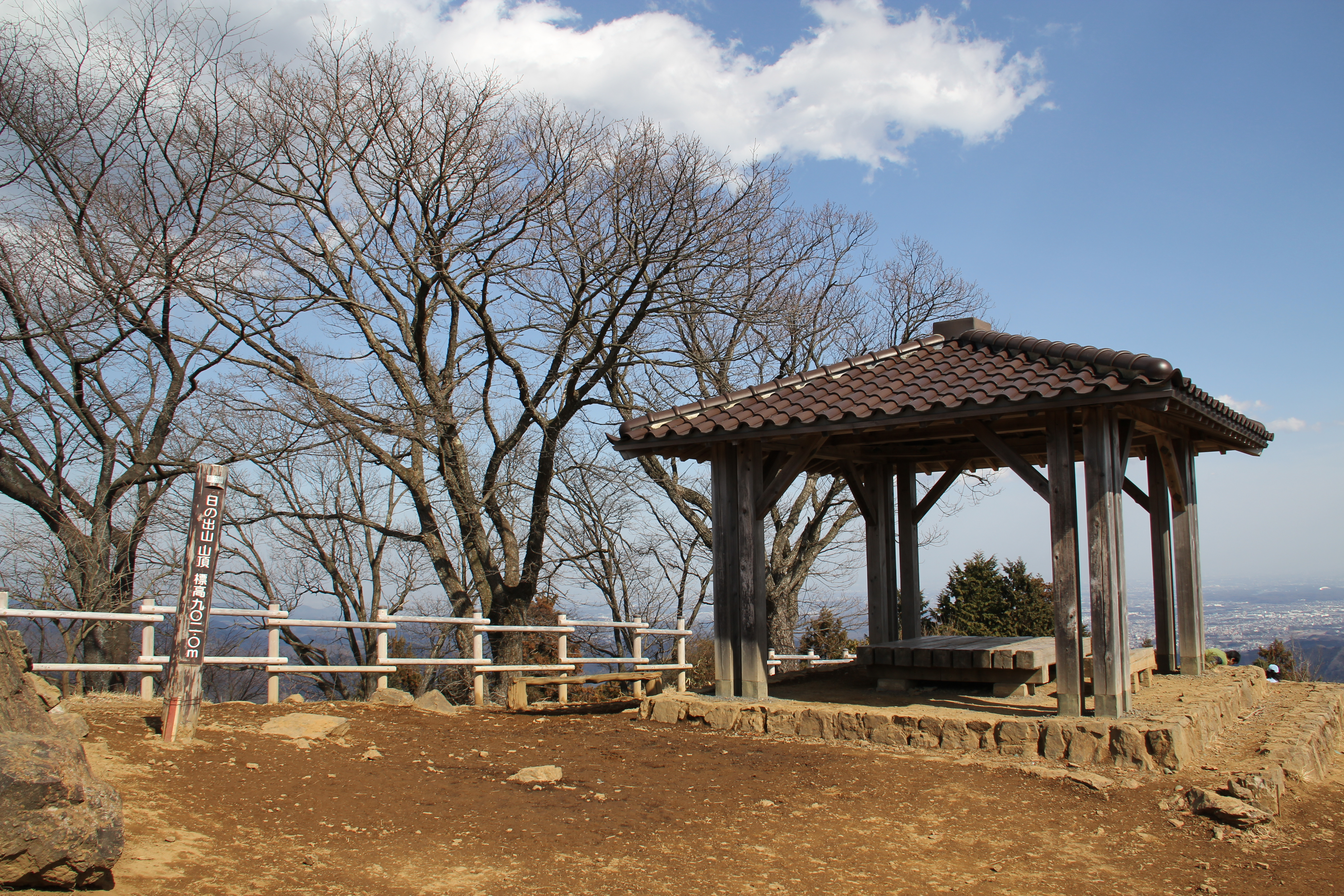
قلهٔ کوه هینوده
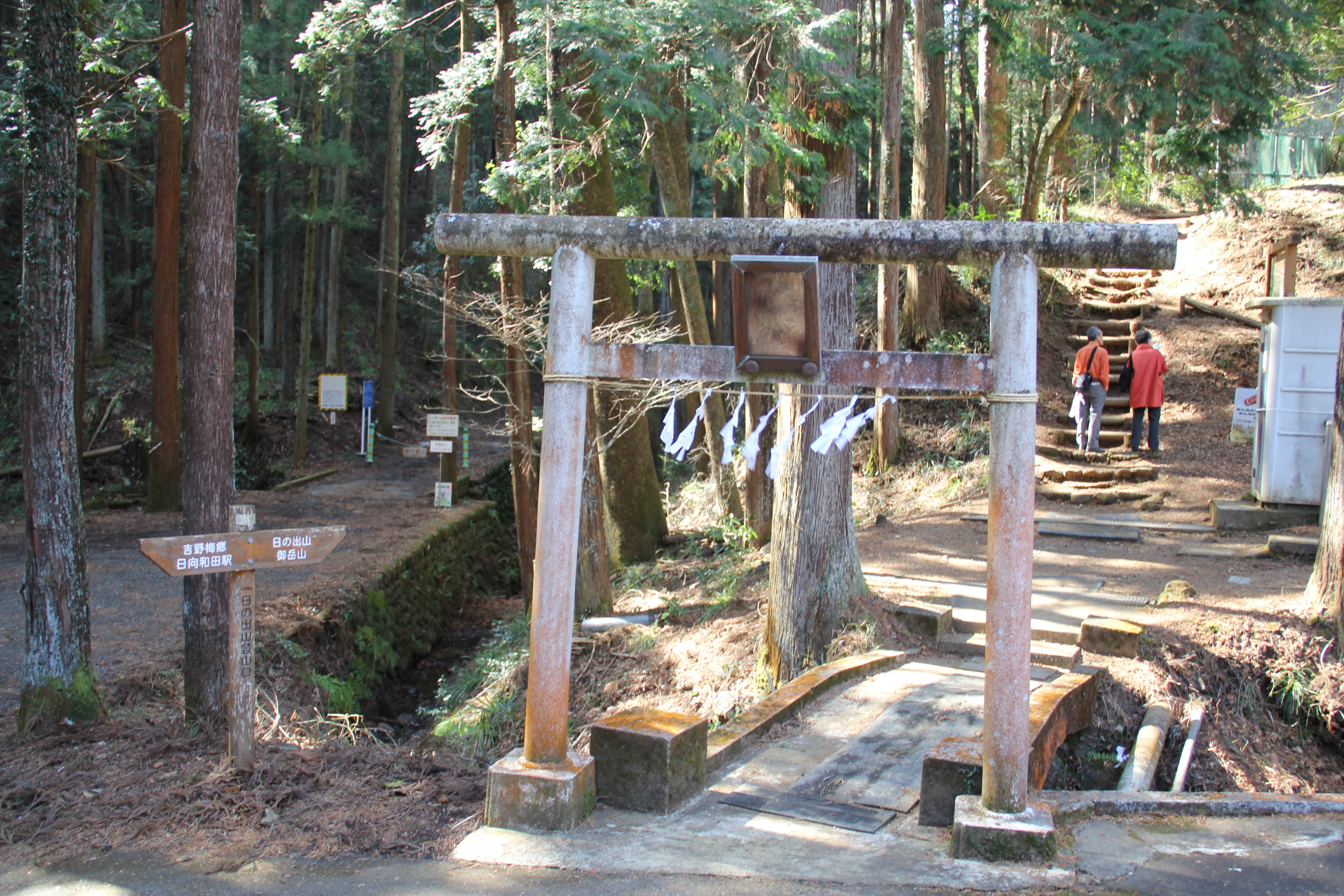
راه ورودی به طرف قله بعد از پارک اومه
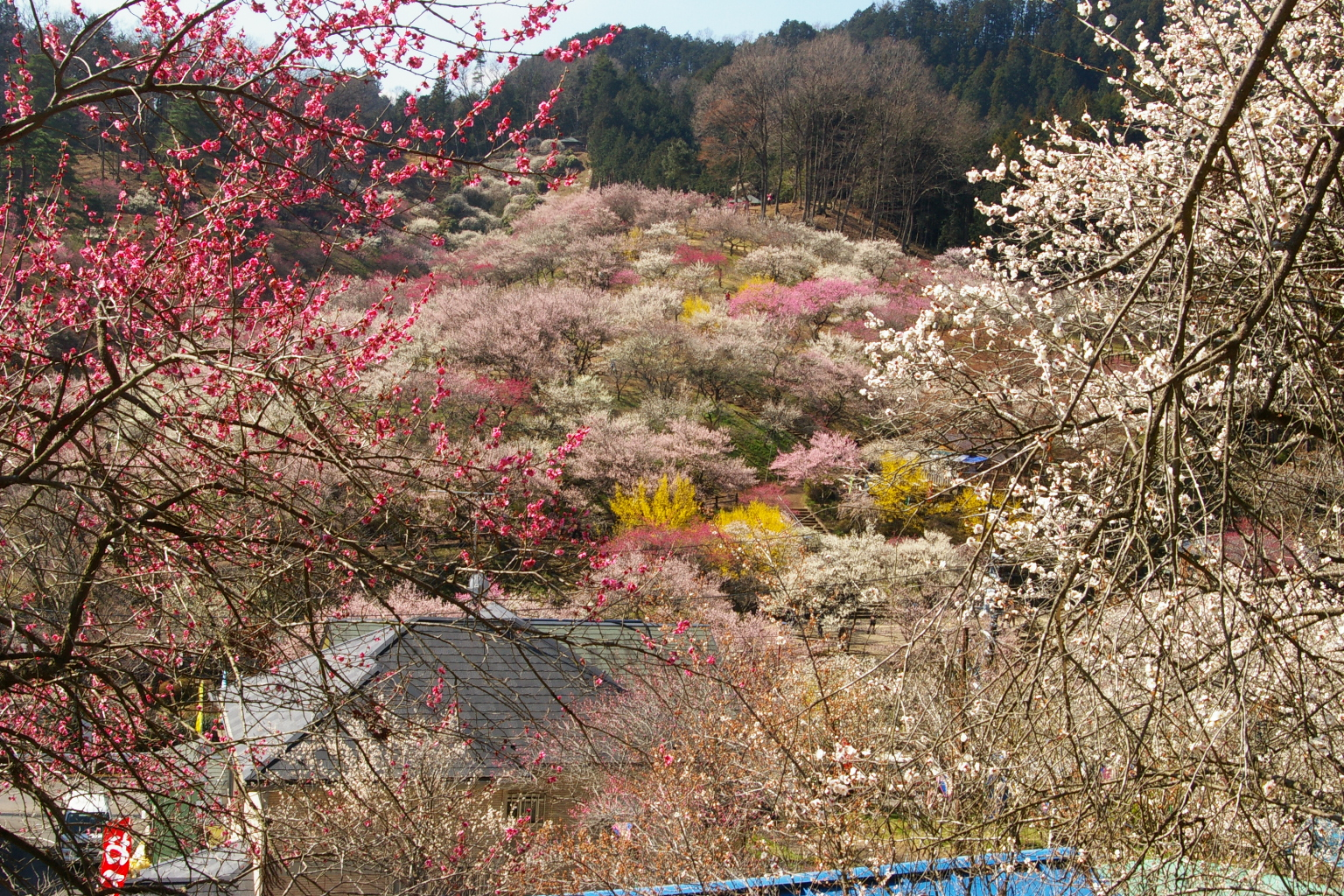
پارک اومه در نیمهٔ دوم ماه اسفند